# Chianghsia nankangensis
Chianghsia nankangensis è un rettile estinto appartenente agli squamati. Visse nel Cretaceo superiore (Maastrichtiano, circa 70 milioni di anni fa) e i suoi resti fossili sono stati ritrovati in Cina. 

## Descrizione
Questo animale doveva possedere un aspetto simile a quello dell'odierno varano del Nilo (Varanus niloticus), e la lunghezza doveva raggiungere i 2 metri. Tutto ciò che si conosce di questo animale, però, è un cranio parziale con mandibola, sufficiente a permettere una comparazione con altri rettili simili a varani. Chianghsia era dotato di un rostro smussato e di osteodermi arrotondati posti sulle ossa della mandibola e fusi su alcuni elementi della volta cranica. Vi erano quattro o cinque denti funzionali su ogni ramo mascellare e mandibolare; questi denti erano grandi, dalla corona alta, compressi lateralmente e ben spaziati fra loro. 

## Classificazione
Chianghsia nankangensis è stato descritto per la prima volta nel 2010, sulla base di un fossile ritrovato nella formazione Nanxiong, nei pressi della città di Nankang (provincia di Jiangxi, Cina). Il fossile è stato ascritto ai Platynota, il gruppo di squamati comprendenti i varani e gli elodermi. In particolare, sono state riscontrate somiglianze con altri platinoti estinti, come Estesia del Cretaceo superiore della Mongolia. Tuttavia, Estesia differiva da Chianghsia nella mancanza di osteodermi cranici e nella presenza di un margine mandibolare posteriore lungo e privo di denti. Chianghsia è il primo rappresentante dei platinoti ad essere descritto nel Cretaceo superiore della Cina meridionale. Le sue caratteristiche craniche e dentarie indicano che questo animale potrebbe essere stato un rappresentante dei Monstersauria, un gruppo di platinoti comprendenti anche il genere attuale Heloderma, e il suo parente più stretto potrebbe essere stato Estesia. 

## Paleobiologia
Si suppone che Chianghsia abbia avuto uno stile di vita paragonabile a quello dei varani di grandi dimensioni: era probabilmente un predatore di lucertole e di altri piccoli vertebrati, così come di uova di dinosauri o nidiacei.